# Elezioni presidenziali in Romania del 1992
Le elezioni presidenziali in Romania del 1992 si tennero il 27 settembre (primo turno) e l'11 ottobre (ballottaggio).
Furono le prime elezioni per la scelta del capo di stato dall'entrata in vigore della Costituzione della Romania del 1991. Il presidente uscente, già in carica per un mandato temporaneo di due anni in seguito al successo alle elezioni del 1990, nonché leader del Fronte Democratico di Salvezza Nazionale, Ion Iliescu, fu il candidato più votato già al primo turno, mentre al ballottaggio sconfisse il rappresentante della coalizione di centro-destra della Convenzione Democratica Romena, Emil Constantinescu. Iliescu ottenne un incarico per un mandato di quattro anni fino al 1996.
Il primo turno delle elezioni presidenziali si tenne in concomitanza alle elezioni parlamentari, vinte dal Fronte Democratico di Salvezza Nazionale, che formò un governo con a capo Nicolae Văcăroiu, sostenuto anche da diverse forze minori.

## Sistema elettorale
Le elezioni si svolsero secondo le disposizioni delle leggi 68/1992 (per il parlamento) e 69/1992 (per il presidente della repubblica) promulgate nel giugno 1992, che sostituirono la legge 92/1990 emanata dal governo provvisorio, ma dalla quale riprendevano numerosi punti. L'art. 34 della costituzione del 1991 prevedeva che avevano diritto al voto i cittadini di almeno 18 anni di età, mentre secondo l'art. 35 per candidarsi alle camere erano necessari 23 anni (deputati) e 35 anni (senatori).
La legge 68/1992 manteneva il sistema di voto proporzionale, ma introduceva una soglia di sbarramento al 3%, inesistente nella precedente legislazione. L'art. 59 della costituzione, inoltre, prevedeva che alle organizzazioni che rappresentavano le minoranze etniche fosse garantito un rappresentante nella camera dei deputati, a prescindere dal raggiungimento della soglia di sbarramento.
L'elezione del presidente della repubblica si svolgeva su due turni. Il ballottaggio tra i due candidati più votati era previsto solamente nel caso in cui nessuno dei due avesse ottenuto il 50% + 1 dei voti al primo turno. Per candidarsi alla funzione di presidente della repubblica era necessario presentare all'Ufficio elettorale centrale le firme di almeno 100.000 sostenitori.

## Quadro politico
In seguito alla rivoluzione romena del 1989 il potere fu assunto ad interim da un organo provvisorio, il Consiglio del Fronte di Salvezza Nazionale, i cui membri nel gennaio 1990 decisero di costituire in partito politico, il Fronte di Salvezza Nazionale (FSN) che, malgrado le proteste dell'opposizione che per contiguità ideologica lo considerava il continuatore del Partito Comunista Rumeno, vinse con una maggioranza bulgara le elezioni del 1990 per la legislatura costituente e quelle per la nomina del primo presidente della repubblica dell'era democratica, Ion Iliescu. Nel 1991 fu adottata la nuova costituzione che istituiva una repubblica semipresidenziale.
Nel settembre 1991 il primo ministro e presidente del FSN Petre Roman fu costretto alle dimissioni in conseguenza della quarta mineriada e sostituito da Theodor Stolojan, mentre i rapporti tra l'ex premier e il capo di stato iniziarono a deteriorarsi per via di divergenze politiche. Nell'aprile 1992, quindi, l'ala del partito facente capo ad Iliescu fondò un nuovo partito, il Fronte Democratico di Salvezza Nazionale (FDSN), nel quale confluirono le personalità più conservatrici del FSN e più vicine alla nomenklatura del passato regime. Nonostante la recente fondazione, nell'estate 1992 il nuovo partito di Iliescu aveva già la maggioranza dei seggi al senato e oltre 50 alla camera, ma nessun esponente nel gabinetto di governo.
Per una più efficace azione di contrasto al governo le maggiori forze di opposizione, cioè i gruppi di centro-destra del Partito Nazionale Contadino Cristiano Democratico (PNȚCD) di Corneliu Coposu e del Partito Nazionale Liberale (PNL), nel novembre 1991 formarono una coalizione trasversale chiamata Convenzione Democratica Romena (CDR), che includeva numerose organizzazioni non governative militanti per il consolidamento della società civile e partiti di diverse ideologie (tra i quali i neoliberali del PAC, gli ambientalisti del PER, i socialdemocratici del PSDR e gli etnoregionalisti dell'UDMR) riuniti dalla comune avversità alle iniziative del FSN. Nell'aprile 1992 il PNL si ritirò dalla CDR nella quale, però, entrarono due sue correnti scissioniste, il PNL-CD e il PNL-AT.
Prima del voto generale del 27 settembre il primo appuntamento elettorale dell'anno fu quello delle amministrative locali del febbraio 1992, che videro la vittoria del FSN, forte nei centri rurali, mentre si registrò anche il successo della CDR nei maggiori centri urbani del paese, compresa la capitale Bucarest. La divisione dell'elettorato fu sintomo della nascita di una prima divisione sull'asse destra-sinistra in un clima politico che, invece, nel 1990 subito dopo la rivoluzione era stato completamente dominato dal FSN. 
Previste in un primo momento per l'estate, le elezioni generali del 1992 furono posticipate al mese di settembre per via del prolungarsi del dibattito parlamentare sulla nuova legge elettorale, i cui tempi furono influenzati dal contesto politico caratterizzato dalla scissione in seno al partito di governo e dall'addio del PNL alla CDR, eventi che spinsero i partiti rimandare la data per motivi di calcolo politico. Interessato ad organizzare le elezioni in autunno era specialmente il FDSN che, fondato in aprile, aveva bisogno di un periodo più ampio per consolidarsi. 
Il trend iniziato nel 1990 si confermò nei due anni successivi, segnati dall'enorme numero di fondazione di nuovi piccoli partiti. Al 1992 erano attivi 144 partiti politici, mentre alle elezioni legislative si candidarono 79 gruppi alla camera e 65 al senato.

## Campagna elettorale
La campagna elettorale iniziò il 31 agosto e si concluse il 24 settembre.
Il 29 agosto il neoistituito Consiglio nazionale degli audiovisivi (CNA) stabilì le regole per la programmazione televisiva e radiofonica per la campagna elettorale. Le interviste radiofoniche dei candidati alla presidenza si sarebbero svolte settimanalmente presso la trasmissione Radio România Actualități tra le 19:00 e le 19:40. Le apparizioni televisive seguirono uno schema simile. Mentre la televisione di stato il 21 settembre invitò tutti e sei i candidati ad un programma di un'ora sui problemi dei giovani, tra il 23 e il 24 settembre furono mandati in onda dei messaggi di circa sette minuti da parte di ogni candidato, che presentò individualmente la propria offerta elettorale. A differenza del 1990, non fu realizzato un dibattito a chiusura della campagna elettorale, né prima del voto generale del 27 settembre, né prima del ballottaggio dell'11 ottobre.
La correttezza delle elezioni generali del 1992 fu assicurata dalla presenza di 7.572 osservatori romeni e 562 stranieri, nonché dalla partecipazione di 15 organizzazioni romene indipendenti per la difesa dei diritti dell'uomo e di 20 organizzazioni internazionali, tra le quali il Consiglio d'Europa, il Parlamento europeo, l'Assemblea parlamentare della NATO, l'Ufficio per le istituzioni democratiche e i diritti dell'uomo dell'OSCE, il Consiglio per i diritti umani delle Nazioni Unite, l'UNICEF, il Programma delle Nazioni Unite per lo sviluppo, l'Alto commissariato delle Nazioni Unite per i rifugiati, la Federazione internazionale dei diritti umani, l'Organizzazione internazionale della francofonia, la Lega araba e l'Open Society Foundations.

### Fronte Democratico di Salvezza Nazionale
Fondato in aprile, il partito di Iliescu ebbe la capacità di cooptare la maggior parte delle sezioni del FSN e diventare subito un agente elettorale di primo piano. A due anni dal plebiscito del 1990, tuttavia, il presidente della repubblica in carica Ion Iliescu aveva perso parte della sua influenza ed iniziava ad essere visto dai suoi oppositori, nonché da una crescente stampa indipendente, come un populista e antiriformista, retaggio del suo recente passato nei quadri del Partito Comunista Rumeno. Iliescu conservava, però, la sua completa autorità sulla televisione di stato, che rimaneva lo strumento principale della sua propaganda elettorale. A tal riguardo il Consiglio nazionale degli audiovisivi (CNA), voluto fortemente dal capo di stato, era costituito per la maggior parte da esponenti del suo partito.
Unico nome possibile, Iliescu fu ufficialmente indicato come candidato alla presidenza nel corso del primo congresso del FDSN del 27-28 giugno 1992, che elesse formalmente Oliviu Gherman a capo del partito. Il 21 agosto si registrò alla corsa elettorale presso l'Ufficio elettorale centrale, presentando un programma dal titolo «Credo nel cambiamento in bene della Romania» («Cred în schimbarea în bine a României»). Oltre che dal FDSN, la sua candidatura fu sostenuta anche da altre formazioni minori: il Partito Socialista Democratico Romeno, il Partito del Libero Cambiamento e il Partito dell'Unità Social-Democratica. 
Subito dopo la sua nascita, il gruppo di Iliescu condusse una strategia su due fronti. Da una parte tentò di screditare il FSN di Petre Roman, accusando la sua amministrazione di non essere stata capace di porre un freno alla corruzione e sottolineando l'approccio moderato del FDSN in politica economica, contrario ai programmi di ampia liberalizzazione portati avanti da Roman e Stolojan. Gli attacchi maggiori, ad ogni modo, furono riservati contro gli esponenti dell'opposizione di centro-destra, ritenuti troppo anziani per guidare il paese e pronti a dare inizio ad una caccia alle streghe contro gli ex militanti del PCR. Lo stesso Iliescu più volte rimproverò i leader della CDR di nascondere i loro presunti reali obiettivi: vendicarsi e perseguire chi aveva simpatizzato per il PCR, restaurare la monarchia (sebbene si trattasse di una corrente minoritaria e non ufficiale del PNȚCD), ripristinare l'aristocrazia terriera (argomento particolarmente sensibile per gli elettori delle zone rurali, che supportavano in massa Iliescu per aver decollettivizzato e redistribuito le terre in seguito alla rivoluzione), vendere la Transilvania all'Ungheria e voler sfruttare le risorse della Romania contro l'interesse nazionale.
Nel proprio programma il FDSN garantì un lento processo di riforma dell'economia e di privatizzazione degli enti di stato, ponendo un particolare accento sulle misure di protezione sociale, placando i timori dell'elettorato più tradizionalista. Iliescu utilizzò un linguaggio diretto, semplice, rivolto anche ai cittadini che vivevano nelle zone più remote del paese e impregnato di una retorica rivoluzionaria che evocava gli scenari del 1989. Iliescu rimaneva il personaggio più carismatico e preparato della campagna elettorale, superiore a quello di tutti i suoi avversari nelle apparizioni televisive.

### Convenzione Democratica Romena

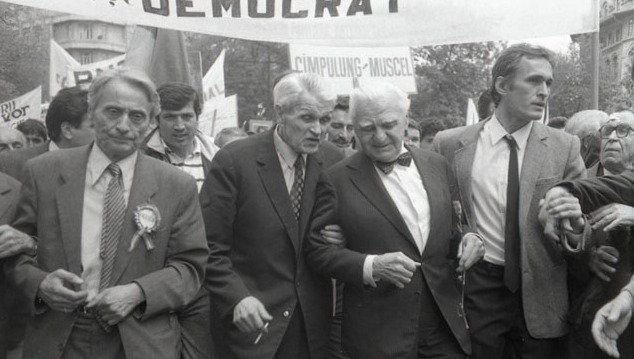
I leader del Partito Nazionale Contadino Cristiano Democratico e della Convenzione Democratica Romena Ion Diaconescu, Corneliu Coposu e Ion Rațiu durante una manifestazione nel 1990

Mentre la popolarità di Iliescu era in lieve calo, la CDR, guidata dal leader del PNȚCD Corneliu Coposu, mostrò la propria forza in occasione delle elezioni amministrative del febbraio 1992, vincendo nelle città principali e scoprendo la propria base elettorale tra la popolazione urbana, la classe media e i professionisti, categorie sociali più preparate ad una rapida transizione all'economia di mercato.
In aprile il PNL lasciò l'alleanza, mentre la definizione di un candidato alla presidenza della repubblica fu tema di dibattito per tutta la primavera e la scelta fu rimandata all'estate. Nel mese di gennaio, infatti, il presidente del Partito Alleanza Civica (PAC) Nicolae Manolescu aveva annunciato unilateralmente la propria candidatura come rappresentante della coalizione, anche con il supporto di parte della stampa d'opposizione, come il quotidiano Revista 22. Questi, però, era avversato da alcuni membri della base del PNȚCD e dal leader dell'ONG Alleanza Civica, Ana Blandiana, elemento che portò a prolungati contrasti tra le componenti della CDR. Il conflitto più serio era quello tra i partiti e le associazioni non politiche, che godevano di diritto di voto all'interno del comitato di selezione del candidato presidenziale e che i partiti minori ritenevano al servizio del PNȚCD, elemento che causò diversi malumori riguardanti l'effettivo potere delle singole componenti dell'alleanza. Nella CDR, del resto, il 46% dei membri proveniva dal PNȚCD, il 18% dal PAC, mentre il resto era diviso tra le altre formazioni. Il PNȚCD sosteneva Emil Constantinescu, vicepresidente dell'ONG Alleanza Civica e rettore dell'Università di Bucarest. Dopo quattro turni di scrutinio, il 27 giugno 1992 i 67 membri del comitato elettore della CDR nominarono come candidato ufficiale alla presidenza Constantinescu, che sconfisse i concorrenti Ion Rațiu, Nicolae Manolescu, Sergiu Cunescu e Nicu Stăncescu.
Rispetto ad Iliescu, Constantinescu partiva con uno svantaggio legato alla popolarità, poiché quello del candidato della CDR era un nome ignoto alle masse, mentre secondo un sondaggio dell'estate 1992 era conosciuto solamente dal 7% degli studenti dell'ateneo della capitale. Nel corso dei mesi, tuttavia, riuscì ad assottigliare lo svantaggio.
In agosto fu reso pubblico il documento programmatico per le elezioni chiamato «Piattaforma-programma della Convenzione Democratica di Romania per far uscire il Paese dalla crisi attraverso la Legge, il Vero, la Riconciliazione e la Riforma» («Platforma-program a Convenției Democratice din România pentru scoaterea Țării din criză prin Lege, Adevăr, Reconciliere și Reforma»). La coalizione puntava a convincere l'elettorato che il successo della CDR avrebbe condotto alla ripresa economica e alla pace sociale. Nel proprio manifesto, seppur carente di piani concreti per la soluzione dei conflitti interetnici, la coalizione invocava la riunificazione tra la Romania e la Bessarabia, una riforma delle istituzioni fondata sullo stato di diritto, l'eliminazione della corruzione, la garanzia della proprietà privata, un'economia basata sul libero mercato e su privatizzazioni su larga scala, un contratto sociale tra imprenditori e lavoratori, maggiori investimenti esteri, più attenzione alle istituzioni tradizionali come la chiesa, l'esercito e la scuola. Secondo il modello della CDR il presidente della repubblica avrebbe avuto il ruolo di moderatore tra le forze sociali e politiche. Il 24 agosto Constantinescu registrò ufficialmente la propria candidatura alla presidenza presso l'Ufficio elettorale centrale con le firme di circa 175.000 sostenitori, presentando lo slogan «Ricostruiamo insieme la speranza» (Să reclădim împreună speranța).
Nei suoi discorsi Constantinescu utilizzò una retorica anticomunista, provando ad additare ad Iliescu le colpe dei conflitti sociali dei primi anni novanta. Il messaggio di fondo e il linguaggio utilizzato dal leader della CDR, tuttavia, non raggiungevano tutti gli elettori, attratti maggiormente dall'accessibilità dell'oratoria di Iliescu. Un ulteriore argomento che preoccupava l'elettorato tradizionalista fu quello della partecipazione dei regionalisti ungheresi dell'Unione Democratica Magiara di Romania alla CDR. In varie aree del paese, infatti, i filoungheresi erano ritenuti antirumeni. Malgrado facesse parte della coalizione e sostenesse Constantinescu per la presidenza, alle parlamentari l'UDMR preferì concorrere su liste proprie.

### Partito dell'Unità Nazionale Romena
Nei primi anni novanta il richiamo nazionalista fu in crescita. Nel 1992 il più forte di questi partiti era il Partito dell'Unità Nazionale Romena, attivo essenzialmente in Transilvania, che il 26 agosto registrò presso l'Ufficio elettorale centrale le circa 120.00 firme necessarie per la candidatura presidenziale del sindaco di Cluj-Napoca, Gheorghe Funar, già convalidata internamente nel corso del consiglio nazionale del PUNR dell'11 giugno 1992. Funar presentò lo slogan «Lavoro, libertà, dignità nazionale, fede in Dio» («Muncă, libertate, demnitate națională, credință în Dumnezeu»). Il candidato del PUNR utilizzò una retorica dagli accenti ultranazionalisti e lanciò ripetutamente durissime critiche alla comunità ungherese.

### Fronte di Salvezza Nazionale
Fortemente Indebolito dalla scissione del gruppo di Iliescu e in costante calo nei sondaggi (iniziò la campagna intorno al 18% e la concluse al 10%), il Fronte di Salvezza Nazionale di Petre Roman scagliò numerosi attacchi al FDSN, accusando il presidente della repubblica di agire contro la legge e violare la costituzione, implicandosi attivamente nella vita politica del suo partito. Il leader del FSN, però, decise di non concorrere alle presidenziali, affermando di volersi concentrare sul programma politico di governo del suo partito e di non ritenere prioritaria la funzione di presidente. Il partito, quindi, candidò Caius Traian Dragomir, registratosi all'Ufficio elettorale centrale il 27 agosto 1992 con 118.000 firme e lo slogan «Un presidente per tutti i romeni!» («Un președinte pentru toți românii!»).

### Partito Nazionale Liberale
In seguito all'uscita dalla CDR dell'aprile 1992 in cerca di una maggiore individualità, il Partito Nazionale Liberale di Radu Câmpeanu andò incontro ad uno stato di isolamento. Il leader del PNL provò persino a proporre la candidatura del re Michele I alla presidenza della repubblica, scelta accompagnata da aspre critiche dell'opinione pubblica e infine abbandonata. Il partito, quindi, non riuscì a presentare nessun nome per la presidenza, mentre la maggior parte dei consensi dell'elettorato di centro-destra era orientato al PNȚCD e alla CDR.

### Altri candidati
Il leader del Partito Repubblicano, il fisico Ioan Mânzatu, si iscrisse alla corsa elettorale presentando 123.000 firme e il motto «Votate una possibilità onesta per la Romania» («Votați o șansă onestă pentru România»).
L'unico candidato indipendente fu Mircea Druc, già primo ministro della Moldavia dal 1990 al 1991, che si registrò con 105.000 firme. Il suo programma era supportato da una serie di piccoli partiti e associazioni che sostenevano l'unificazione tra Romania e Moldavia: Movimento Ecologista di Romania, Fronte Popolare Cristiano Democratico, Associazione Mondiale Pro Bessarabia e Bucovina. Druc si presentò con lo slogan unionista «Non esistono romeni di questa e dell'altra parte. Noi veniamo da un paese» («nu există români de dincolo și de dincoace. Noi suntem din țară»).

## Primo turno e ballottaggio
Ion Iliescu
     Emil Constantinescu
     Gheorghe Funar
Iliescu, certo della propria candidatura già mesi prima dell'inizio della campagna elettorale, rimase in testa nella maggior parte dei sondaggi per tutto il periodo di campagna con un margine tra gli 8 e i 10 punti. Constantinescu, entrato in corsa solamente alla fine di giugno, partì con un ampio svantaggio, ma in poche settimane riuscì a raggiungere un tasso di popolarità del 30%. Un sondaggio IMAS pubblicato pochi giorni prima del voto dava addirittura Constantinescu davanti a Iliescu (36% contro 27%) e la CDR primo partito in vantaggio sul FDSN (29,5% contro 12,5%).
Il voto del 27 settembre, in realtà, restituì un risultato che vedeva Iliescu al 47%, 16 punti in più rispetto a Constantinescu e a soli 3 punti dalla possibilità di evitare il ballottaggio. Il terzo posto andò a Gheorghe Funar, rappresentante dell'elettorato nazionalista contrario alle minoranze etniche, che in determinate aree della Transilvania ottenne oltre il 30% e fu il candidato più votato nei distretti di Alba e Bistrița.
Iliescu conquistò la maggior parte dei voti nei villaggi (in media oltre 35%), il 30% nelle piccole città e il 19% nei centri principali, con dei picchi nelle zone del sud del paese e nella regione della Moldavia. La CDR ottenne risultati migliori nelle città più grandi e in Transilvania, dove Constantinescu conseguì il 43% contro il 23% di Iliescu. L'area rappresentò un'eccezione anche per il voto per le due camere. Mentre a livello nazionale il FDSN fu più il partito più votato, in Transilvania questo fu l'UDMR (20%), seguito da CDR (19%), PUNR (18%) e, infine, FDSN (12%).
In vista del turno di ballottaggio tra Iliescu e Constantinescu, previsto tra le 6:00 e le 21:00 dell'11 ottobre, la campagna elettorale fu riaperta tra il 4 e l'8 ottobre. Il discorso politico di Iliescu fu più incisivo e inteso a capitalizzare il voto delle categorie sociali che rappresentavano lo zoccolo duro del proprio elettorato. Si rivolse soprattutto alle comunità rurali, a quelle delle piccole città industriali e agli anziani, elettori più inclini al paternalismo statalista e spaventati dal cambiamento radicale promesso da Constantinescu. Per quanto riguarda la campagna nella capitale, inoltre, il leader del FDSN cercò di presentare come un successo della propria presidenza la preparazione di un grande concerto di Michael Jackson che ebbe luogo a Bucarest tra i due turni di voto. Lo stesso organizzatore dell'evento, Marcel Avram, ringraziò pubblicamente Iliescu per un suo presunto intervento diretto.
Malgrado avesse perso circa 5 milioni di voti rispetto alle elezioni del 1990, l'11 ottobre il candidato del FDSN superò quello della CDR con il 61% ed ottenne un nuovo mandato presidenziale.

## Risultati
| Ion Iliescu           | Fronte Democratico di Salvezza Nazionale | 5 633 456  | 47,34 | 7 393 429  | 61,43 |  |  |  |
| Emil Constantinescu   | Convenzione Democratica Romena           | 3 717 006  | 31,24 | 4 641 207  | 38,57 |  |  |  |
| Gheorghe Funar        | Partito dell'Unità Nazionale Romena      | 1 294 388  | 10,88 |            |       |  |  |  |
| Caius Traian Dragomir | Fronte di Salvezza Nazionale             | 564 655    | 4,75  |            |       |  |  |  |
| Ioan Mânzatu          | Partito Repubblicano                     | 362 485    | 3,05  |            |       |  |  |  |
| Mircea Druc           | Indipendente                             | 326 866    | 2,75  |            |       |  |  |  |
| Totale                | Totale                                   | 11 898 856 | 100   | 12 034 636 | 100   |  |  |  |
|                       |                                          |            |       |            |       |  |  |  |
| Voti non validi       | Voti non validi                          | 597 574    | 4,78  | 119 174    | 0,98  |  |  |  |
| Votanti               | Votanti                                  | 12 496 430 | 76,29 | 12 153 810 | 73,23 |  |  |  |
| Elettori              | Elettori                                 | 16 380 663 |       | 16 597 508 |       |  |  |  |

### Risultati per distretto
| Distretto                             | Affluenza | I turno (%) | I turno (%)    | I turno (%) | I turno (%) | I turno (%) |
| Distretto                             | Affluenza | Iliescu     | Constantinescu | Funar       | Dragomir    | Altri       |
| ------------------------------------- | --------- | ----------- | -------------- | ----------- | ----------- | ----------- |
| Alba                                  | 76,60%    | 29,23       | 28,42          | 31,39       | 5,38        | 5,58        |
| Arad                                  | 74,07%    | 24,25       | 45,05          | 17,91       | 5,56        | 7,23        |
| Argeș                                 | 74,28%    | 64,15       | 21,19          | 5,72        | 4,35        | 4,59        |
| Bacău                                 | 80,46%    | 63,18       | 18,36          | 6,55        | 4,71        | 7,20        |
| Bihor                                 | 78,77%    | 21,93       | 45,88          | 24,45       | 3,13        | 4,61        |
| Bistrița-Năsăud                       | 73,66%    | 25,79       | 25,74          | 34,09       | 4,05        | 10,33       |
| Botoșani                              | 83,66%    | 71,78       | 12,63          | 5,26        | 4,36        | 5,97        |
| Brăila                                | 85,04%    | 68,98       | 16,91          | 5,03        | 4,53        | 4,55        |
| Brașov                                | 80,37%    | 30,83       | 38,39          | 16,60       | 4,91        | 9,27        |
| Bucarest                              | 72,28%    | 42,81       | 40,41          | 5,76        | 4,78        | 6,24        |
| Buzău                                 | 77,26%    | 71,12       | 15,57          | 4,54        | 4,21        | 4,56        |
| Caraș-Severin                         | 72,19%    | 40,67       | 36,63          | 8,73        | 6,49        | 7,48        |
| Călărași                              | 73,40%    | 73,19       | 15,50          | 3,03        | 4,79        | 3,49        |
| Cluj                                  | 78,20%    | 19,75       | 40,53          | 31,16       | 2,79        | 5,77        |
| Costanza                              | 84,94%    | 50,76       | 29,43          | 7,33        | 5,72        | 6,76        |
| Covasna                               | 85,39%    | 8,83        | 82,16          | 5,91        | 1,59        | 1,51        |
| Dâmbovița                             | 70,83%    | 61,46       | 22,24          | 5,67        | 5,57        | 5,06        |
| Dolj                                  | 69,24%    | 59,64       | 26,64          | 5,30        | 4,52        | 3,90        |
| Galați                                | 72,37%    | 55,71       | 26,37          | 4,89        | 5,98        | 7,05        |
| Giurgiu                               | 61,13%    | 63,61       | 23,18          | 3,21        | 6,19        | 3,81        |
| Gorj                                  | 67,55%    | 69,04       | 17,30          | 5,73        | 3,67        | 4,26        |
| Harghita                              | 89,53%    | 5,12        | 88,14          | 4,83        | 0,99        | 0,92        |
| Hunedoara                             | 79,61%    | 44,41       | 24,94          | 18,21       | 5,29        | 7,15        |
| Ialomița                              | 74,77%    | 68,90       | 16,76          | 4,26        | 6,27        | 3,81        |
| Iași                                  | 78,56%    | 63,30       | 21,91          | 3,72        | 4,33        | 6,74        |
| Ilfov                                 | 68,40%    | 50,51       | 32,84          | 4,82        | 6,94        | 4,89        |
| Maramureș                             | 68,80%    | 43,01       | 29,96          | 16,90       | 3,64        | 6,49        |
| Mehedinți                             | 65,39%    | 58,46       | 24,80          | 7,12        | 4,58        | 5,04        |
| Mureș                                 | 85,47%    | 12,21       | 50,71          | 32,49       | 2,08        | 2,51        |
| Neamț                                 | 79,84%    | 59,15       | 18,31          | 6,91        | 7,58        | 8,05        |
| Olt                                   | 68,66%    | 70,07       | 16,84          | 4,33        | 5,11        | 3,65        |
| Prahova                               | 77,53%    | 52,62       | 27,44          | 6,23        | 7,19        | 6,52        |
| Satu Mare                             | 75,79%    | 17,82       | 59,01          | 16,38       | 3,17        | 3,62        |
| Sălaj                                 | 80,96%    | 28,84       | 39,04          | 24,73       | 3,39        | 4,00        |
| Sibiu                                 | 80,76%    | 23,63       | 37,10          | 26,35       | 4,80        | 8,12        |
| Suceava                               | 78,55%    | 56,84       | 21,73          | 7,67        | 4,87        | 8,89        |
| Teleorman                             | 70,34%    | 70,25       | 17,81          | 3,12        | 5,59        | 3,23        |
| Timiș                                 | 74,58%    | 26,32       | 51,09          | 10,34       | 3,68        | 8,57        |
| Tulcea                                | 76,81%    | 57,42       | 21,54          | 6,33        | 7,77        | 6,94        |
| Vaslui                                | 80,11%    | 68,43       | 16,00          | 4,15        | 5,77        | 5,65        |
| Vâlcea                                | 74,66%    | 64,93       | 18,77          | 7,47        | 4,61        | 4,22        |
| Vrancea                               | 75,68%    | 65,17       | 19,98          | 4,50        | 5,28        | 5,07        |
| Estero                                | -         | 28,48       | 55,97          | 7,63        | 3,22        | 4,70        |
| Fonte: Autorità Elettorale Permanente |           |             |                |             |             |             |

| Distretto                             | Affluenza | II turno (%) | II turno (%)   |
| Distretto                             | Affluenza | Iliescu      | Constantinescu |
| ------------------------------------- | --------- | ------------ | -------------- |
| Alba                                  | 71,78%    | 54,96        | 45,04          |
| Arad                                  | 71,09%    | 41,91        | 58,09          |
| Argeș                                 | 71,39%    | 74,20        | 25,80          |
| Bacău                                 | 75,64%    | 75,04        | 24,96          |
| Bihor                                 | 72,95%    | 44,04        | 55,96          |
| Bistrița-Năsăud                       | 68,05%    | 55,30        | 44,70          |
| Botoșani                              | 83,82%    | 82,60        | 17,40          |
| Brăila                                | 80,96%    | 77,94        | 22,06          |
| Brașov                                | 78,17%    | 46,48        | 53,51          |
| Bucarest                              | 67,79%    | 52,62        | 47,38          |
| Buzău                                 | 76,34%    | 80,73        | 19,27          |
| Caraș-Severin                         | 67,98%    | 54,14        | 45,85          |
| Călărași                              | 72,32%    | 82,06        | 17,94          |
| Cluj                                  | 73,17%    | 46,04        | 53,96          |
| Costanza                              | 78,17%    | 63,24        | 36,76          |
| Covasna                               | 85,89%    | 14,18        | 85,82          |
| Dâmbovița                             | 68,64%    | 73,06        | 26,94          |
| Dolj                                  | 69,73%    | 69,87        | 30,12          |
| Galați                                | 70,88%    | 67,41        | 32,59          |
| Giurgiu                               | 62,56%    | 74,65        | 25,35          |
| Gorj                                  | 67,30%    | 78,46        | 21,54          |
| Harghita                              | 90,16%    | 9,14         | 90,86          |
| Hunedoara                             | 75,65%    | 64,22        | 35,78          |
| Ialomița                              | 70,90%    | 80,28        | 19,72          |
| Iași                                  | 76,00%    | 72,88        | 27,12          |
| Ilfov                                 | 65,80%    | 64,03        | 35,97          |
| Maramureș                             | 66,95%    | 61,89        | 38,11          |
| Mehedinți                             | 63,79%    | 70,79        | 29,21          |
| Mureș                                 | 82,26%    | 40,35        | 59,65          |
| Neamț                                 | 76,13%    | 74,90        | 25,10          |
| Olt                                   | 69,81%    | 79,88        | 20,12          |
| Prahova                               | 74,16%    | 66,39        | 33,61          |
| Satu Mare                             | 71,48%    | 33,63        | 66,37          |
| Sălaj                                 | 76,27%    | 50,62        | 49,38          |
| Sibiu                                 | 75,78%    | 42,88        | 57,12          |
| Suceava                               | 76,13%    | 70,16        | 29,84          |
| Teleorman                             | 70,05%    | 80,25        | 19,75          |
| Timiș                                 | 71,62%    | 36,37        | 63,63          |
| Tulcea                                | 71,21%    | 72,18        | 27,82          |
| Vaslui                                | 74,47%    | 79,72        | 20,28          |
| Vâlcea                                | 70,16%    | 76,42        | 23,58          |
| Vrancea                               | 72,40%    | 75,94        | 24,06          |
| Estero                                | -         | 37,13        | 62,87          |
| Fonte: Autorità Elettorale Permanente |           |              |                |

## Conseguenze
Le elezioni confermarono la centralità della figura di Iliescu nel periodo postrivoluzionario, nonché il favore riconosciuto dalla popolazione romena ad un programma di lenta transizione all'economia capitalista. Iliescu fu investito il 30 ottobre 1992 per quello che era ufficialmente considerato come il suo primo mandato dall'entrata in vigore della costituzione del 1991, che limitava a due il numero di mandati per un presidente della repubblica.
Molti membri dell'opposizione gridarono allo scandalo e denunciarono il ricorso a frodi elettorali da parte del FDSN, chiamando in causa l'enorme numero di voti annullati per irregolarità procedurali, circa un milione e mezzo, pari al 12,06% al senato e al 12,73% alla camera. I sospetti della CDR, tuttavia, non furono mai provati.
Il FDSN fu il partito che ottenne il maggior numero di voti che, però, erano insufficienti a costituire una maggioranza propria. Iliescu convocò a colloquio persino la CDR per formare un eventuale governo di coalizione, ma in mancanza di obiettivi condivisi l'alleanza fu impossibile. Il partito, quindi, si rivolse alle forze nazionaliste conservatrici presenti in parlamento, il PUNR, il Partito Grande Romania (PRM) e il Partito Socialista del Lavoro (PSM), che garantirono il proprio appoggio parlamentare al FDSN pur senza entrare a far parte del governo. L'alleanza fra le quattro forze a passò alla storia con il nome di "quadrilatero rosso" (Patrulaterul roșu). Per il ruolo di primo ministro Iliescu indicò Nicolae Văcăroiu, in epoca comunista ex funzionario del comitato statale per la pianificazione, che in quel momento non era iscritto a nessun partito. La scelta di una figura tecnica sottolineava il desiderio del FDSN di marcare un ulteriore passo verso la democratizzazione del paese, con la separazione tra stato e partito, la cui coincidenza, invece, aveva caratterizzato i decenni di dittatura.
Il governo Văcăroiu prestò giuramento il 19 novembre, mentre nel 1993 il FDSN assorbì altre forze minori e cambiò nome in Partito della Democrazia Sociale di Romania (PDSR).